# شبیه‌سازی ریخته‌گری فلز

شبیه‌سازی فرآیند ریخته‌گری با استفاده از نرم افزار

شبیه‌سازی فرآیند ریخته‌گری یک تکنیک محاسباتی است که در صنعت و متالورژی برای مدل‌سازی و تحلیل فرآیند ریخته‌گری فلز استفاده می‌شود. این فناوری به مهندسان اجازه می‌دهد تا جریان فلز مذاب، الگوهای تبلور و عیوب احتمالی در ریخته‌گری را قبل از شروع فرآیند تولید واقعی پیش‌بینی و تجسم کنند. با شبیه‌سازی فرآیند ریخته‌گری، تولیدکنندگان می‌توانند طراحی قالب را بهینه کنند، مصرف مواد را کاهش دهند و کیفیت محصول نهایی را بهبود بخشند.

## تاریخچه

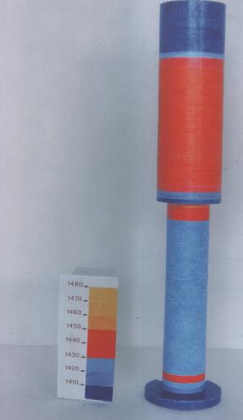
نتایج اولیه توزیع دما در ریخته‌گری داغ باید روی یک مدل چوبی ترسیم می‌شد

مبانی نظری هدایت گرما ، که برای شبیه‌سازی ریخته‌گری بسیار مهم است، توسط Jean-Baptiste Joseph Fourier در École polytechnique در پاریس ایجاد شد. پایان‌نامه او "نظریه تحلیلی گرما"   که در سال 1822 اعطا شد، زمینه را برای همه محاسبات بعدی هدایت گرما و انتقال حرارت در مواد جامد فراهم کرد. علاوه بر این، فیزیک‌دان و مهندس فرانسوی کلود لوئیس ناویر و ریاضی‌دان و فیزیک‌دان ایرلندی جورج گابریل استوکس پایه‌های دینامیک سیالات را ارائه کردند که منجر به توسعه معادلات ناویر-استوکس شد. آدولف فیک ، که در قرن نوزدهم در دانشگاه زوریخ کار می‌کرد، معادلات بنیادی را برای توصیف پدیده انتشار ایجاد کرد که در سال 1855 منتشر شد.
آغاز شبیه‌سازی در ریخته‌گری در دهه 1950 آغاز شد، زمانی که وی. پاشکیس از رایانه‌های آنالوگ برای پیش‌بینی حرکت جبهه تبلور استفاده کرد. اولین استفاده از کامپیوترهای دیجیتال برای حل مشکلات مربوط به ریخته‌گری توسط دکتر K. Fursund در سال 1962 انجام شد که نفوذ فولاد را در قالب ماسه‌ای در نظر گرفت. یک کار پیشگام توسط JG Hentzel و J. Keverian در سال 1965، شبیه‌سازی دو بعدی تبلور ریخته‌گری فولاد، با استفاده از برنامه‌ای بود که توسط جنرال الکتریک برای شبیه‌سازی انتقال حرارت ایجاد شد. در سال 1968، اوله وستبی اولین کسی بود که از روش تفاضل محدود برای برنامه‌ریزی یک مدل دو بعدی استفاده کرد که توزیع دما را در حین جوشکاری ارزیابی می‌کرد.
دهه 1980 افزایش قابل توجه‌ای در فعالیت‌های تحقیق و توسعه حول موضوع شبیه‌سازی فرآیند ریخته‌گری با مشارکت گروه‌های بین‌المللی مختلف، از جمله JT Berry و RD Pielke در ایالات متحده، E. Niyama در ژاپن، W. Kurz در لوزان، و F. دوراند در گرونوبل . پروفسور PR Sahm در مؤسسه ریخته گری آخن نقش مهمی در پیشرفت این رشته داشت. نقاط عطف کلیدی این دوره معرفی « تابع معیار » توسط هانسن و بری در سال 1980، تابع معیار نیاما برای نمایش تخلخل‌های مرکزی در سال 1982 و پیشنهاد یک تابع معیار برای تشخیص ترک‌های داغ در ریخته‌گری‌های فولادی توسط E. Fehlner و PN Hansen در سال 1984 بود. در اواخر دهه 1980، اولین قابلیت‌ها برای شبیه‌سازی پر کردن قالب توسعه یافت.
دهه 1990 بر شبیه‌سازی تنش‌ها و کرنش‌ها در ریخته‌گری با مشارکت قابل توجه هاتل و هانسن در سال 1990 متمرکز شد. این دهه همچنین شاهد تلاش‌هایی برای پیش‌بینی ریزساختارها و خواص مکانیکی با کار پیشگامان I. Svensson و M. Wessen در سوئد بود.

## اصول شبیه‌سازی ریخته‌گری

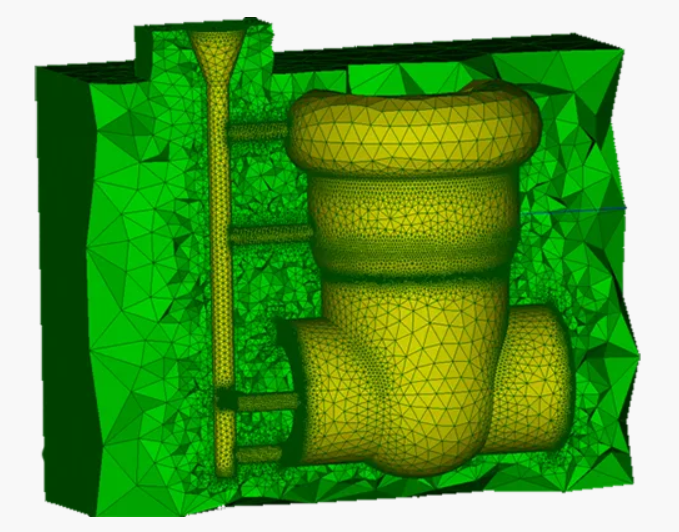
مولد مش المان محدود

تولید ریخته‌گری یکی از پیچیده‌ترین و چندوجهی‌ترین فرآیندهای متالورژی است که نیازمند کنترل دقیق و درک انبوهی از پدیده‌های فیزیکی و شیمیایی است. برای مدیریت موثر این فرآیند و اطمینان از کیفیت بالای محصولات نهایی، داشتن درک عمیق از تعامل پارامترهای مختلف ریخته‌گری ضروری است. در این زمینه، مدل‌سازی ریاضی ریخته‌گری به عنوان یک ابزار علمی بسیار مهم عمل می‌کند و امکان تجزیه و تحلیل دقیق و بهینه‌سازی فرآیند ریخته‌گری بر اساس اصول ریاضی را فراهم می‌کند.
مدل‌سازی ریاضی ریخته‌گری فرآیند پیچیده‌ای است که شامل فرمول‌بندی و حل معادلات ریاضی است که پدیده‌های فیزیکی مانند هدایت حرارتی، دینامیک سیالات، تبدیل‌های فاز و غیره را توصیف می‌کند. برای حل این معادلات از روش‌های تحلیل عددی مختلفی استفاده می‌شود که در این میان روش اجزای محدود (FEM)، روش تفاضل محدود (FDM) و روش حجم محدود (FVM) جایگاه ویژه‌ای دارند. هر یک از این روش‌ها ویژگی‌های خاص خود را دارند و بسته به وظایف مدل‌سازی خاص و الزامات دقت و کارایی در محاسبات اعمال می‌شوند.
روش تفاضل محدود (FDM): این روش مبتنی بر معادلات دیفرانسیل انتقال گرما و جرم است که با استفاده از روابط تفاضل محدود تقریب زده می‌شود. مزیت FDM سادگی و توانایی ساده کردن حل مسائل چند بعدی است. با این حال، این روش دارای محدودیت‌هایی در مدل سازی مرزهای مناطق پیچیده است و برای ریخته گری با دیواره‌های نازک ضعیف عمل می‌کند.
روش اجزای محدود و روش حجم محدود (FVM): هر دو روش بر اساس معادلات انتگرالی انتقال گرما و جرم هستند. آن‌ها تقریب خوبی از مرزها ارائه می‌دهند و امکان استفاده از عناصر با گسستگی‌های مختلف را فراهم می‌کنند. اشکال اصلی نیاز به یک مولد المان محدود، پیچیدگی معادلات و نیازهای زیاد برای حافظه و منابع زمانی است.
اصلاحات FVM: این روش‌ها تلاش می‌کنند تا سادگی FDM را با تقریب خوبی از مرزهای FEM ترکیب کنند. آن‌ها پتانسیل بهبود تقریب مرزهای بین مواد و فازهای مختلف را دارند.
تحلیل روش‌های مختلف مدل‌سازی ریاضی فرآیندهای ریخته‌گری نشان می‌دهد که روش اجزای محدود یکی از مطمئن‌ترین و بهینه‌ترین رویکردها برای شبیه‌سازی ریخته‌گری است. علیرغم نیازهای منابع محاسباتی بالاتر و پیچیدگی در اجرا در مقایسه با روش تفاضل محدود و روش حجم محدود، FEM دقت بالایی در مدل‌سازی مرزها، هندسه‌های پیچیده و میدان‌های دما ارائه می‌کند که برای پیش‌بینی عیوب در ریخته‌گری و بهینه‌سازی فرآیندهای ریخته‌گری بسیار مهم است.

## کاربرد در تولید
سیستم‌های مهندسی به کمک کامپیوتر (CAE) برای فرآیندهای ریخته‌گری مدت‌هاست که توسط کارخانه‌های ریخته‌گری در سراسر جهان به‌عنوان « کارگاه ریخته‌گری مجازی» استفاده می‌شود، جایی که امکان اجرا و تأیید هر ایده‌ای که در ذهن طراحان و فن‌آوران ایجاد می‌شود، وجود دارد. بازار جهانی CAE برای فرآیندهای ریخته‌گری را می‌توان از قبل ایجاد شده در نظر گرفت.
در ساختار شرکت برای توسعه فناوری ریخته‌گری جدید، یک بخش طراحی به کمک رایانه برای فرآیندهای ریخته‌گری ایجاد می‌شود که مسئول عملیات سیستم‌های CAE برای فرآیندهای ریخته‌گری است. محاسبات توسط متخصصان بخش طبق دستورالعمل‌های شغلی آن‌ها انجام می‌شود و تعامل با سایر بخش‌ها توسط دستورالعمل‌های طراحی فناوری تنظیم می‌شود.
این فرآیند با تحویل مدل سه بعدی و ترسیم قطعه به تکنسین‌های ریخته‌گری آغاز می‌شود که پیکربندی ریخته‌گری را با کارگاه مکانیکی هماهنگ کرده و حاشیه ها را تعیین می‌کنند. سپس، این فناوری در بخش CAE توسعه یافته و به کارگاه ریخته‌گری برای ریخته‌گری‌های آزمایشی منتقل می‌شود. نتایج بررسی شده و در صورت نیاز، ریخته‌گری‌ها در آزمایشگاه مرکزی کارخانه بررسی می‌شود. در صورت تشخیص عیوب، تنظیمات پارامترهای مدل و فرآیند تکنولوژیک در بخش CAE انجام شده و پس از آن فناوری دوباره در کارگاه آزمایش می‌شود.
این چرخه تا زمانی که ریخته‌گری مناسب به دست آید تکرار می‌شود و پس از آن فناوری توسعه یافته و در تولید انبوه اجرا خواهد شد.

## نرم افزار و ابزار

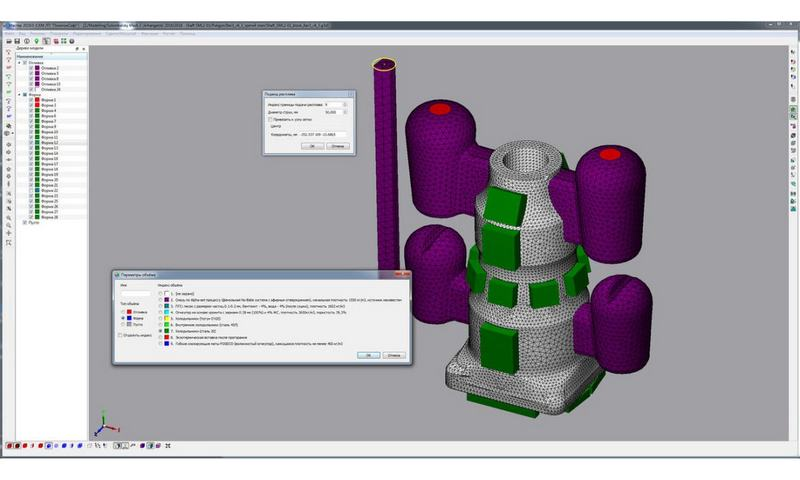
پیکربندی و آماده سازی برای شبیه‌سازی در نرم افزار

در صنعت ریخته‌گری مدرن، نرم افزار برای شبیه‌سازی فرآیندهای ریخته‌گری به طور گسترده‌ای استفاده می‌شود. در میان انبوه راه حل‌های نرم افزاری موجود، می توان به برجسته ترین و پرکاربردترین محصولات اشاره کرد: Procast، MAGMASOFT و PoligonSoft.
ProCAST: یک سیستم مدل‌سازی فرآیند ریخته‌گری با استفاده از روش اجزای محدود، که حل مشترک مسائل دما، هیدرودینامیک و تغییر شکل را همراه با قابلیت‌های متالورژیکی منحصربه‌فرد برای تمام فرآیندهای ریخته‌گری و آلیاژهای ریخته‌گری فراهم می‌کند. علاوه بر جنبه‌های اصلی تولید ریخته‌گری - پر کردن، کریستالیزاسیون و پیش‌بینی تخلخل، ProCAST قادر به پیش‌بینی وقوع تغییر شکل‌ها و تنش‌های پسماند در ریخته‌گری است و می‌تواند برای تجزیه و تحلیل فرآیندهایی مانند هسته‌سازی ، ریخته‌گری گریز از مرکز ، موم از دست رفته و ریخته گری پیوسته استفاده شود.
PoligonSoft: یک سیستم مدل‌سازی فرآیند ریخته‌گری با استفاده از روش اجزای محدود. قابل استفاده برای مدل‌سازی تقریباً هر فناوری ریخته‌گری و هر آلیاژ ریخته‌گری. برای مدت طولانی، PoligonSoft تنها سیستم مدل‌سازی فرآیند ریخته‌گری در جهان بود که شامل یک مدل ویژه برای محاسبه ریز تخلخل بود.   تا به امروز، این مدل را می توان پایدارترین مدل در نظر گرفت و نتایج به دست آمده با کمک آن می‌تواند پر توقع‌ترین کاربران را راضی کند. از بسیاری جهات، PoligonSoft را می توان معادل روسی سیستم ProCAST در نظر گرفت.
MAGMASOFT: یک سیستم مدل‌سازی فرآیند ریخته‌گری با استفاده از روش تفاضل محدود. امکان تجزیه و تحلیل فرآیندهای حرارتی، پر کردن قالب، کریستالیزاسیون و پیش‌بینی عیوب در ریخته‌گری را فراهم می‌کند. این برنامه شامل ماژول‌هایی برای فناوری‌های مختلف ریخته‌گری است و به بهینه‌سازی پارامترهای ریخته‌گری برای بهبود کیفیت محصول کمک می‌کند. MAGMASOFT ابزاری موثر برای افزایش بهره‌وری و کیفیت تولید ریخته‌گری است. 

## روند آینده
شبیه‌سازی فرآیند ریخته‌گری، دانش کاربر را منعکس می‌کند، که تصمیم می‌گیرد آیا سیستم پر کردن به نتیجه قابل قبولی منجر شده است یا خیر. پیشنهادها بهینه سازی باید از طرف اپراتور ارائه شود. مشکل اصلی این است که همه فرآیندها به طور همزمان رخ می‌دهند و به هم مرتبط هستند: تغییرات در یک پارامتر بر بسیاری از ویژگی‌های کیفی ریخته‌گری تأثیر می‌گذارد.
بهینه‌سازی مستقل، که در اواخر دهه 1980 آغاز شد، از ابزار شبیه‌سازی به‌عنوان یک زمین آزمایش مجازی استفاده می‌کند و شرایط پر کردن و پارامترهای فرآیند را برای یافتن راه‌حل بهینه تغییر می‌دهد. این امکان ارزیابی پارامترهای فرآیند متعدد و تأثیر آن‌ها بر پایداری فرآیند را فراهم می‌کند.
مهم است که به یاد داشته باشید که فقط آنچه می توان مدل سازی کرد می‌تواند بهینه شود. بهینه‌سازی جایگزین دانش یا تجربه فرآیند نمی‌شود. کاربر شبیه‌سازی باید اهداف و معیارهای کیفی لازم برای دستیابی به آن اهداف را بشناسد و برای به دست آوردن راه حل‌های کمی، سؤالات خاصی را برای برنامه تنظیم کند. 